# 美人図
『美人図』（びじんず、原題：미인도）は、2008年の韓国映画。監督はチョン・ユンス。主演はキム・ミンソン。共演はキム・ナムギル。
18世紀の李氏朝鮮時代に実在した画家申潤福を、男装の女性という設定で描いた作品である。この設定は同じ年に韓国で放映されたテレビドラマ『風の絵師』とも共通する。

## あらすじ
18世紀の朝鮮王朝。絵師の家に生まれた娘シン・ユンボクは絵画の才能に恵まれていた。しかし、女性が絵師になることは許されない時代だった。
家業を継ぐべきユンボクの兄は、己の無才に絶望し、自殺した。絵師の家系が絶えることを恐れた父親は、幼いユンボクを息子として育て、有名絵師キム・ホンドに入門させた。
常に男装し、女であることを隠して絵画の修行に励むユンボク。美しく成長したユンボクは、鏡職人のガンムに惹かれ、密かに恋人となった。
師匠のホンドもユンボクが女であることに気づき、愛していた。ユンボクの才能を認めているホンドは、彼女の窮地を救い、王宮絵師になるための受験を命じた。

王宮絵師として城に入ることになるユンボク。だが、共に暮らしたいガンムとユンボクは、密かに駆け落ちを計画していた。
ホンドは二人を止めるために、ガンムを毒の矢で傷つけた。解毒剤が欲しければユンボクと二度と会うなと警告したが、ガンムはユンボクの元へ向かい、毒が回って事切れた。

ユンボクが女であることが発覚し、師匠のホンドも逮捕された。女の描いた絵で侮辱されたと二人を拷問にかける王。ユンボクは、師匠の無実を訴え、ガンムを誤って殺したのは自分だと主張した。
絵画を愛し、ガンムや師匠を愛するユンボクの心は、王の怒りを解いた。ホンドは釈放され、ユンボクは追放刑となって、静かにガンムを弔うのだった。

## 出演者
- シン・ユンボク（申潤福）：キム・ミンソン
- ガンム：キム・ナムギル
- キム・ホンド（金弘道）：キム・ヨンホ
- ソルファ：チュ・ジャヒョン

## スタッフ
- 監督：チョン・ユンス
- 製作総指揮：チョン・チャンヨブ、キム・ジョンジン
- プロデューサー：チェ・ジュンヨン、イ・ソンフン
- 脚本：ハン・スリョン、チョン・ユンス
- 撮影：パク・ヒジュ
- 編集：パク・ククチ
- 美術：イ・ハジュン
- 音楽：ファン・サンジュン
- 照明：キム・スンギュ
- 衣装デザイン：イ・ユスク